# Quarzfilter

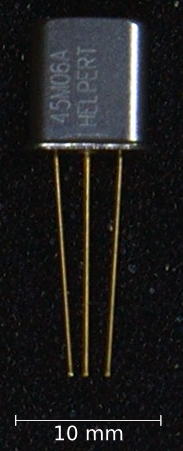
Zweipoliges Quarzfilter

Ein Quarzfilter ist ein elektromechanisches Filter auf der Basis der Piezoelektrizität, welches aus einem Schwingquarz besteht und mittels Resonanz bestimmte Frequenzanteile eines Signals, beispielsweise in Form eines Bandpasses, unterdrückt oder passieren lässt.

## Aufbau

Schaltplan eines Quarzfilters mit vier Schwingquarzen.

Die Parameter des Quarzfilters, wie seine Grenzfrequenz und Dämpfungswerte, werden durch die mechanischen Abmessungen des Quarzes und den Quarzschnitt bestimmt. Quarzfilter weisen, im Gegensatz zu passiven elektronischen Filtern, einen sehr hohen Gütefaktor Q auf – typische Werte für Q liegen im Bereich von 10.000 bis 100.000, welcher auch den vergleichsweise hohen Fertigungsaufwand für Quarzfilter rechtfertigt. Primärer Anwendungsbereich von Quarzfiltern sind drahtlose Kommunikationssysteme, wo sie in den Zwischenfrequenzstufen mit handelsüblichen Werten wie 9 MHz oder 10,7 MHz eingesetzt werden. Um den Gütefaktor weiter steigern zu können, können mehrere einzelne Quarzfilter oder mehrere identische Schwingquarze in Reihe geschaltet werden, auch als englisch Crystal Ladder Filter bezeichnet.
Eng verwandt und im Aufbau ähnlich sind die kostengünstiger herzustellenden Keramikfilter, welche statt des Quarzplättchens einen Keramikresonator einsetzen. Da der Keramikresonator einen geringeren Gütefaktor aufweist, werden mit Keramikfiltern nicht so hohe Güten wie mit Quarzfiltern erzielt.

## Geschichte
Erstmals wurden Quarzfilter im Jahr 1922 von Walter Guyton Cady beschrieben, mit dem Anwendungsbereich im neu entstandenen Telefonnetz. Damalige Quarzfilter waren, aufgrund der noch nicht so weit fortgeschrittenen Fertigungstechnologien, reine Einzelpolfilter. Das heißt, dass die Übertragungsfunktion des Quarzfilters nur eine einzige Polstelle aufweist und damit die Gestaltungsmöglichkeiten des Filters beschränkt waren. In den 1960er und 1970er Jahren gelang die Nachbildung von komplexen Übertragungsfunktionen, wie den Butterworth-Filtern oder Tschebyscheff-Filtern, und die Entwicklung von Multipolfiltern. Quarzfilter werden in verschiedenen drahtlosen und qualitativ besseren Kommunikationsgeräten als Filter in Zwischenfrequenzstufen eingesetzt.